# Grennaskolan

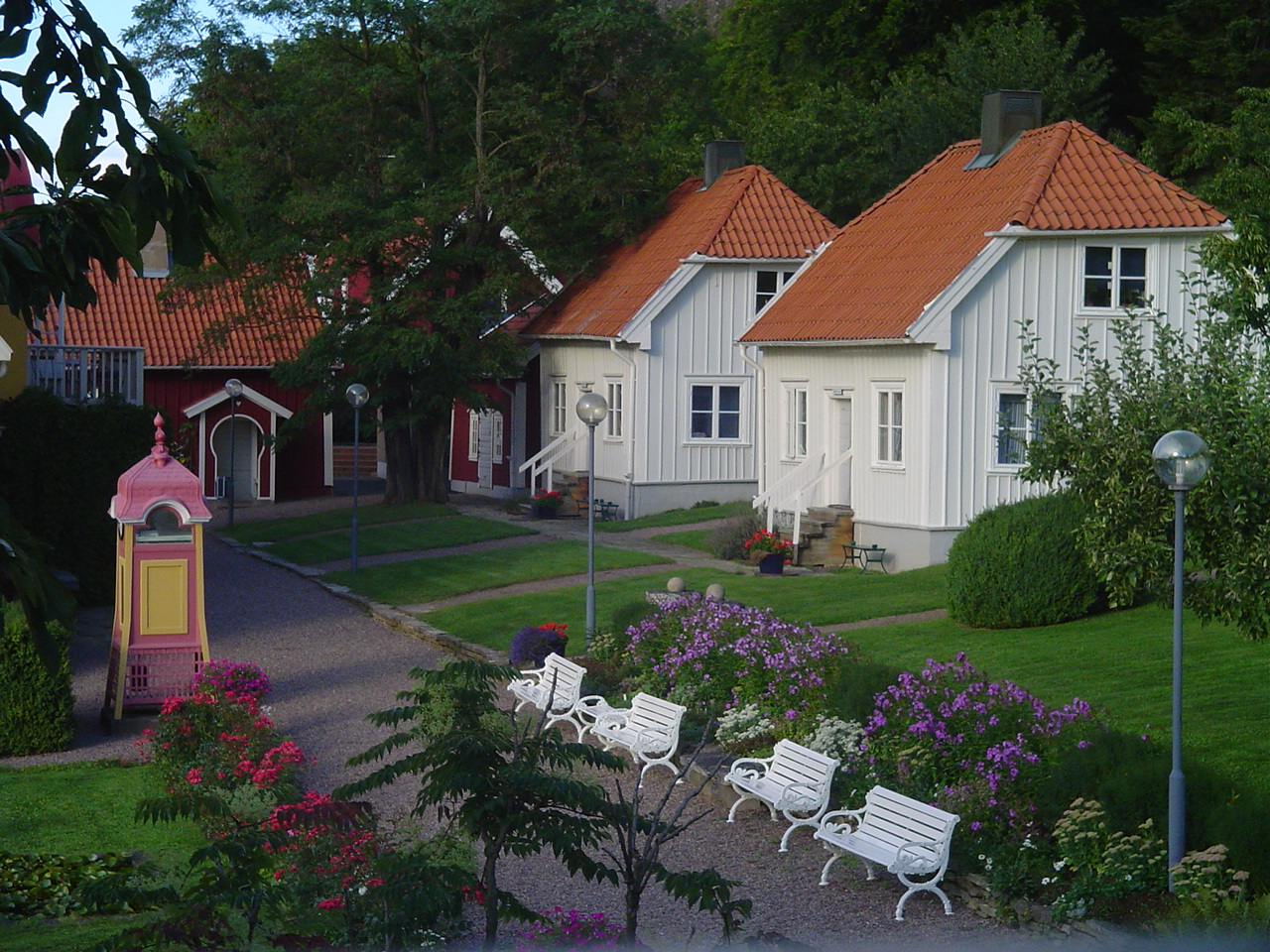
Grennaskolans trädgård, 2006.

Grennaskolan, grundad 1963, före 1995 stavat Grännaskolan, i Gränna, var en av Sveriges tre riksinternatskolor. Skolans huvudbyggnad var Borgmästargården från 1797, som ligger vid torget i Gränna omgiven av en stor trädgård som gränsar mot Grännaberget. Huvuddelen av skolans byggnader och elevhem fanns längs Bergsgatan. Grännaskolan blev en av Sveriges tre riksinternatskolor 1970. Skolan startade som en gymnasieskola med internationell inriktning. 1988 inrättades ett högstadium. Den 1 januari 2016 upphörde Grennaskolan att vara riksinternat i och med att en lagändring som avskaffade riksinternatens särskilda ställning i lagen trädde i kraft. Hösten 2015 upphörde högstadiets elevintag. I april 2017 beslöt Jönköpings kommunfullmäktige om avveckling av Grennaskolan på grund av minskat elevantal. De sista gymnasieeleverna lämnade skolan våren 2019.
Högskolan i Jönköping (Jönköping University), som sedan 2016 haft en utbildning för internationella studenter i Gränna, tog i juni 2019 över Grännaskolans lokaler och har utvecklat dem till ett campus, Campus Gränna, och fastigheterna övergick till Högskolefastigheter i Jönköping AB (HÖFAB).

## Historik
Grännaskolan invigdes den 5 september 1963. Kursverksamheten vid Stockholms universitet hade 1961 köpt Borgmästargården, från början med tanken att kunna ordna utbildningskurser, konferenser och sommarkurser i en trivsam miljö, men 1962 hade tankar på ett internationellt internatgymnasium i Gränna börjat ta form.
Det var således en ny och annorlunda gymnasieskola som startade. Grännaskolan skulle vara en internationell skola med elever från både Sverige och andra länder och så långt som möjligt ha utländska lärare. Man skulle ha koncentrationsläsning, undervisning i storgrupp och handledning i smågrupper. Rektor under det första läsåret var Ragnar Jacobson och han efterträddes 1964 av Sten Sarborn.
1965 vid jul utexaminerades den första studenten, efter 2,5 års studier.
1968 öppnade Grännaskolan sitt första utlandsgymnasium i Brighton. Ett år senare öppnade man även utlandsgymnasium i Aix-en-Provence och Landshut och 1970 deltog Grännaskolan som en av elva internationella skolor, från bland annat New York, Paris, Frankfurt och Genève, i den första officiella IB (International Baccalaureate)-examen. Grännaskolan fortsatte dock inte med IB förrän 1995.
1970 blev Grännaskolan en riksinternatskola.
Hösten 1972 avgick Sten Sarborn som rektor. Han efterträddes av Stig Scholander, som var rektor till 1981.
1974 fick experimentet med utlandsskolor avbrytas eftersom eleverna inte längre fick rätt till studiebidrag.
1978 blev Jönköpings kommun ny huvudman för Grännaskolan. Tio år senare, 1988, inrättades ett högstadium.
År 1995 började skolans namn stavas med "e" (Grennaskolan). Samma år infördes International Baccalaureate Diploma Programme (IB-programmet) med all undervisning på engelska.
1997 blev skolan ett kommunalt bolag inom Jönköpings kommun. Bolaget, och huvudman för skolan, Grennaskolan Riksinternat AB, bildades som ett dotterbolag till Jönköpings Rådhus AB, ägt av Jönköpings kommun.
Grennaskolan hade under 2000-talet undervisning för både internat- och externatelever, med eleverna ungefär jämnt fördelade på de två grupperna. Skolan hade plats för 145 internater med boende på sex elevhem. På gymnasienivå gavs utbildningar inom nationella gymnasieprogram (naturvetenskapligt program och samhällsvetenskapligt program med flera inriktningar) och IB-programmet. Dessutom fanns en introduktionskurs för utlandssvensk ungdom. Skolan undervisade även på grundskolenivå, år 7-9 med internationell profil.
VD och skolchef från 2014 var Jessika Humphreys. 
Den 1 januari 2016 upphörde Grennaskolan att vara riksinternat i och med att en lagändring som avskaffades riksinternatens särskilda ställning i lagen trädde i kraft. Hösten 2015 upphörde högstadiumets elevintag. I april 2017 beslöt Jönköpings kommunfullmäktige om avveckling av Grennaskolan på grund av minskat elevantal. Gymnasieskolan upphörde sedan de sista gymnasieeleverna lämnat skolan våren 2019.

## Tidigare elever
Tidigare elever på Grennaskolan är bland andra Urban Bäckström, Ulf Wagner, Rickard Sjöberg, Joel Mellin och Katerina Janouch. Skolan har även flera utländska alumner, såsom Alexander Chikwanda, som var Zambias finansminister 2011-2016.